# 何金壽
何金壽（1834年—1882年），字鐵生，湖北江夏（今湖北省武漢市武昌）人，同治元年壬戌科進士，名列榜眼。清朝末年的循吏、政治人物。

## 生平
咸豐五年，鄉試中舉。同治元年，登進士一甲第二名（榜眼），初授翰林院編修。
同治九年，出任河南學政。還京充任國史館協修、起居注協修、功臣館纂修。
光緒二年，山西省饑荒，上儲糧平糶策。同年，出任日講起居注官。
光緒四年，京師地區發生旱災，編修何金壽援引漢代發生天災時會免除三公之職的說法，請責斥樞臣，諭交部議。
擔任翰林院编修期間，何金寿曾参劾郭嵩焘“有二心于英国，想对英国称臣”等语，郭嵩焘被清廷申斥，郭氏的书稿毁版。
光緒五年，改任江蘇揚州府知府。未出都，會崇厚與俄定約，敕下廷臣議。何金壽引西國上下議院例，請資眾論，折強敵。逾歲到官，錄築堤功，賜三品服。
光緒八年秋，禱雨中暍，病卒，貧不能歸葬。

## 評價
總督左宗棠等上其事於朝，謂何金壽有古循吏風雲。